# Hans Herbjørnsrud

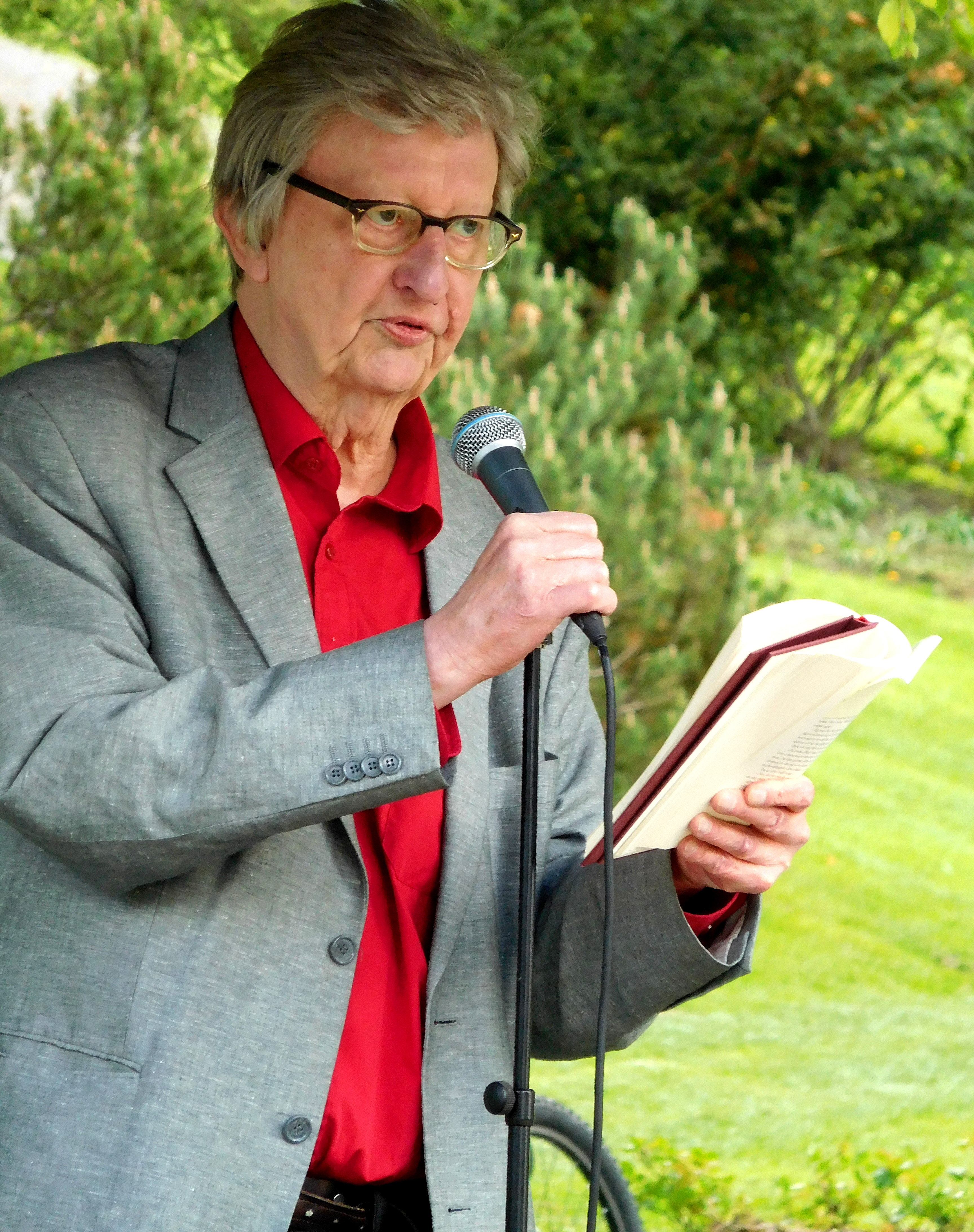
Hans Herbjørnsrud (2017)

Hans Herbjørnsrud (* 2. Januar 1938 in Heddal, Norwegen; † 15. November 2023 in Notodden) war ein norwegischer Schriftsteller, der ausschließlich mit längeren Erzählungen und Kurzgeschichten an die Öffentlichkeit trat. Er wuchs in der Provinz Telemark auf, arbeitete zeitweise als Lehrer im Gudbrandsdalen in Ostnorwegen und bewirtschaftete ab 1976 wieder den elterlichen Bauernhof in der Nähe von Notodden.

## Leben und Werk
Herbjørnsrud führte eine lange Tradition seines Landes fort und lebte eine Doppelexistenz als Autor und Landwirt. Seinem relativ späten literarischen Debüt im Jahre 1979 mit dem Prosaband Vitner folgten bis zum Jahr 2006 sechs weitere schmale Bücher, die Erzählungen unterschiedlichen Umfangs von etwa 10 bis 100 Seiten enthalten. Galt er anfangs als Geheimtipp und „author’s author“, genießt sein Œuvre spätestens seit den 1990er Jahren in ganz Skandinavien hohe Wertschätzung. 1997 erhielt Herbjørnsrud den renommierten Kritikerpreis; die Bände Blinddøra und Vi vet så mye wurden jeweils für den Literaturpreis des Nordischen Rates nominiert. Seine Erzählungen liegen in mehreren Sprachen vor, so auf Deutsch, Englisch, Französisch, Russisch, Tschechisch, Slowenisch, Ungarisch, Hindi und Bangla.

### Sprache und Identität
Herbjørnsruds Ausgangspunkt ist nicht selten die Volkskultur seiner Landschaft Telemark, vor allem deren reiche Überlieferung an Balladenstoffen, ohne dass sich seine Erzählungen an die ideologisch fragwürdige Heimatliteratur anlehnen würden. Die facettenreich ins Verhältnis zueinander gesetzten Themen Sprache und Identität platzieren sein Werk ganz im Gegenteil in eine Tradition der Moderne, die in Norwegen erst spät rezipiert wurde. Herbjørnsrud bediente sich häufig mehrerer Sprachformen und Dialekte sowie einer ornamentalen Rhetorik.

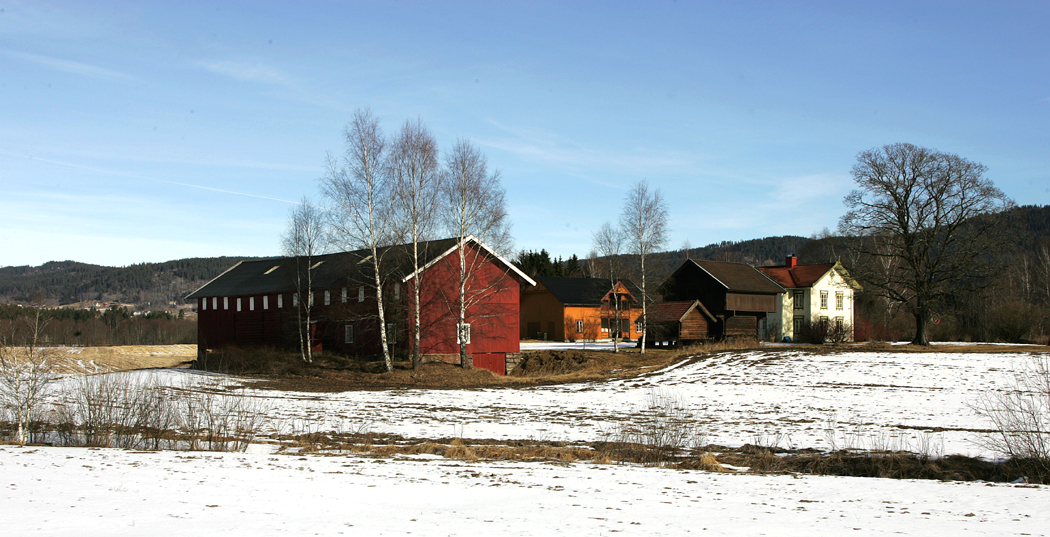
Herbjørnsruds Hof in Heddal (2005)

Eine seiner bekanntesten Erzählungen, Kai Sandemo (auf Norwegisch 1997 in Blinddøra, auf Deutsch in einer 2005 erschienenen bilingualen Ausgabe veröffentlicht), beginnt auf Dänisch, entfaltet sich aber allmählich in mehreren Varianten des Norwegischen. Mithilfe dieser Technik werden die Konflikte des norwegischen Ich-Erzählers, der in seiner Heimat einen Brudermord begangen hat und nach Verbüßung der Gefängnisstrafe in Dänemark lebt, anschaulich gemacht. Je mehr er sich in einem langen Brief den Vorfällen in der Vergangenheit nähert, zu denen auch Brandstiftung und Inzest zählen, desto weniger ist er in der Lage, dem Lebensideal einer rationalen Existenz zu entsprechen. Fast unmerklich gleitet er in den Dialekt seiner Jugendjahre hinein und verfällt in ein Stakkato, das den Zusammenbruch der Ordnung indiziert.

### Realismus und Phantastik
Das Balladeske der Texte setzt sich aus realistischen und phantastischen Elementen zusammen, die allerdings kaum als solche voneinander zu unterscheiden sind. In der kurzen Erzählung På Gamletun i Europa (Auf einem alten Hofplatz in Europa, veröffentlicht im Band Eks og Sett) werden die Bewohner eines norwegischen Bauernhofes zu Beginn des 17. Jahrhunderts Opfer einer verheerenden Überschwemmung, die im Laufe nur weniger Tage die mythische Dimension einer Sintflut annimmt. Gleichzeitig spiegelt dieser Vorgang an der Peripherie Europas das barocke Lebensgefühl verlorener Göttlichkeit. Ein junges Mädchen überlebt die Katastrophe in der Krone einer Esche und fertigt über ihre Erlebnisse ein 29 Strophen umfassendes Lied an – „Strophen so viele wie das Alphabet der Sprache, die sie nicht beherrschte“. Die vielen Unerklärlichkeiten dieser Ballade sorgen dafür, so der Erzähler in einem poetologischen Kommentar, dass sie bis in die Gegenwart tradiert wird und dadurch „das Wundern lebendig“ bleibt. Aussagen wie diese platzieren das Werk Herbjørnsruds für manche Kritiker in die Nähe des magischen Realismus.
Ähnlich lässt er in der Novelle Die blinde Tür (aus dem gleichnamigen Band Blinddøra) eine Schlosserin „mit windschiefem Lachen“ zwischen Alltag und Magie oszillieren und eine „unerhörte Begebenheit“ in der Tradition Goethes aufspüren: Hinter einer als „Mahagonigöttin“ verklärten blinden Tür findet sich das Skelett eines Kindes, das eine Magd im Jahr 1882 abgetrieben hatte.

### Intertextualität
Zu den weiteren Besonderheiten der Prosa Herbjørnsruds gehören ihre kunstvolle Komposition und ihre intertextuellen Verflechtungen. Die Erzählung Jens Helland (aus dem Band Han) setzt sich z. B. mit dem großen norwegischen Erzähler Johan Borgen auseinander, während andere Texte den Einfluss u. a. von Tarjei Vesaas und Aksel Sandemose erkennen lassen. In einem europäischen Kontext ist Herbjørnsrud unter anderem mit Bruno Schulz verglichen worden.
Auf Deutsch liegt mit Die blinde Tür eine Übersetzung des Bandes Blinddøra sowie in einer freien Nachdichtung die zunächst als unübersetzbar eingestufte Erzählung Kai Sandemo vor. 2010 erschien der Erzählband Die Brunnen.

## Auszeichnungen
- 1979 Tarjei-Vesaas-Debütantenpreis
- 1988 Legat des Verlages Gyldendal
- 1997 Kritikerpreis (für Blinddøra)
- 1998 Nominierungsliste Literaturpreis des Nordischen Rates (Blinddøra)
- 1999 Nominierungsliste Aristeion-Preis (Blinddøra)
- 2002 Nominierungsliste Literaturpreis des Nordischen Rates (Vi vet så mye)
- 2005 Doblougpreis der Schwedischen Akademie (für das Gesamtwerk)
- 2005 Aschehougprisen (für das Gesamtwerk)
- 2011 Kulturpreis der Provinz Telemark

## Bibliographie

### Primärliteratur
- 1979: Vitner (Zeugen)
- 1984: Vannbæreren (Der Wasserträger)
- 1987: Han (Er)
- 1992: Eks og Sett (Iks und Zett)
- 1997: Blinddøra (Die blinde Tür)
- 2001: Vi vet så mye (Wir wissen so viel)
- 2003: Samlede noveller (Gesammelte Erzählungen)
- 2006: Brønnene (Die Brunnen)
- 2013: Her kan alt skje. Noveller i utvalg (Hier kann alles geschehen. Ausgewählte Erzählungen)

### Übersetzungen
- Die blinde Tür. Aus dem Norwegischen von Siegfried Weibel. Luchterhand Verlag, München 2000. ISBN 3-630-87069-4.
- Kai Sandemo / Kai Sandmoser. Herausgegeben von Elisabeth Berg und Uwe Englert. Nachdichtung von Michael Baumgartner u. a. Mars Verlag, Frankfurt/Zürich 2005. ISBN 3-00-015759-X.
- Die Brunnen. Erzählungen. Aus dem Norwegischen von Ulrich Sonnenberg. Luchterhand Verlag, München 2010. ISBN 978-3-630-87269-8.
- Auf einem alten Hofplatz in Europa. Aus dem Norwegischen von Ulrich Sonnenberg. – In: Uwe Englert (Hrsg.): Das Gras hinter dem letzten Haus. Neue Literatur aus Norwegen, Göttingen 2019 (die horen, Bd. 275), S. 180–192.

### Sekundärliteratur (Auswahl)
- Linn Ullmann: Den tredje stemmen. Hans Herbjørnsruds tvisyn. In: Bøk, H. 2, 1994, S. 77–88.
- Frode Helland: Hans Herbjørnsruds novellesamling Blinddøra (1997). En lesning. In: Norsk litterær ordbok. Oslo 1999, S. 134–149.
- Benedikt Jager: The Locked Room der Erinnerung. Annäherung an Hans Herbjørnsruds Erzählung Blinddøra. In: Annegret Heitmann (Hrsg.): Arbeiten zur Skandinavistik. 14. Arbeitstagung der deutschsprachigen Skandinavistik, 1.-5. September 1999 in München. Frankfurt am Main 2001, S. 509–517.
- Eva Stadler, Die Funktion von Spiegeln und Spiegelungen in ausgewählten Erzähltexten Hans Herbjørnsruds. München 2000 (= Magisterarbeit, Ludwig-Maximilians-Universität).
- Geir Uvsløkk: Speilbilder. Melankoli og identitet i en novelle av Hans Herbjørnsrud. In: Norskrift, H. 99, 2000, S. 20–32.
- Uwe Englert: Die blinde Tür. In: Norrøna, H. 30, 2001, S. 88–89.
- Arild Vange: Sover du tekst? Nei, jeg blir satt over. Om å mestre og miste, med utgangspunkt i oversettelsen av Hans Herbjørnsruds novelle Kai Sandemo til tysk. In: Aasne Vikøy (Hrsg.): Mellomrom. Tolv tekster om oversettelse. Bergen 2007, S. 25–34.
- Marit Holm (Hrsg.): Iscenesettelse av jeg’et. Realisme og mystikk. Kompendium fra Herbjørnsrud-seminaret 2005. Oslo/Notodden 2007.
- Kaja Schjerven Mollerin: Seks fot under. Et essay om Hans Herbjørnsruds forfatterskap. Oslo 2011.